# Ура-Тюбинский областной комитет КП(б) Таджикистана
Ура-Тюбинский областной комитет КП(б) Таджикистана — орган управления Ура-Тюбинской областной партийной организацией, существовавшей в 1945—1947 годах.
Ура-Тюбинская область была образована 19.01.1945 из части Ленинабадской области, но уже 23.01.1947 упразднена.

## Первые секретари обкома
- 1945—1947 Рахмат-заде Усман Курбанович